# Pascal-Alex Vincent
 (janvier 2016).
Si vous disposez d'ouvrages ou d'articles de référence ou si vous connaissez des sites web de qualité traitant du thème abordé ici, merci de compléter l'article en donnant les références utiles à sa vérifiabilité et en les liant à la section « Notes et références ».
Pascal-Alex Vincent est un réalisateur et scénariste français né en 1967 à Montargis.

## Biographie
Pascal-Alex Vincent grandit à Rochefort. Il est diplômé de « Lettres et Arts, Expression et Communication » et d'une maîtrise d'Études Cinématographiques et Audiovisuelles à l'Université Sorbonne Nouvelle - Paris 3. Après des études de lettres et d'histoire du cinéma, il apprend la photographie à l'ESMAT[réf. nécessaire].
En 1989-1990, il collabore à différents courts et longs métrages. Il devient photographe puis vidéaste des armées à Bourges en 1991 et crée, en 1998, la société de production Omedeto.
Il se consacre ensuite à la distribution du cinéma japonais classique au sein de la société Alive et va ainsi participer à la découverte et à la diffusion en France des films de Kenji Mizoguchi, Yasujirō Ozu, Akira Kurosawa, Mikio Naruse, Kon Ichikawa et d'autres. Il collabore à l'édition en DVD de leurs films, pour lesquels il écrit des livrets ou réalise des suppléments. Il quitte ce métier à la fin des années 2000 pour se consacrer à la réalisation.
Depuis 2015, il est Professionnel Associé du Département Cinéma & Audiovisuel de l’Université Sorbonne-Nouvelle.
En octobre 2016, sous sa direction, sort un dictionnaire des cinéastes japonais aux éditions Carlotta Films.

### Réalisation
En 2000, Pascal-Alex Vincent tourne un court métrage, Les Résultats du Bac, qui est sélectionné dans de nombreux festivals, diffusé à la télévision (France 2, entre autres), et édité en DVD. C'est son premier film produit par Local Films, avec qui il va travailler à plusieurs autres reprises. Le film traite du destin de trois adolescents et emprunte autant à la comédie musicale hollywoodienne qu'à l'animation japonaise.
Son court métrage suivant, Far West (2002) est à nouveau un succès de festivals, et est diffusé sur Arte, comme sur de nombreuses chaînes à l'étranger. Le film est d'inspiration j-pop (pop japonaise) dans son utilisation de la musique et le typage des personnages. Far West remporte plusieurs prix, dont le prix de la jeunesse au festival de Oberhausen (Allemagne) et le prix HBO au Festival Gay et Lesbien de Seattle (États-Unis).
En 2004, il signe pour Canal+ Hollywood malgré lui, une comédie tournée dans le cadre de la collection « Voilà comment tout a commencé ».
Le Festival de Cannes sélectionne ensuite Bébé Requin, court métrage en compétition pour la Palme d'or en 2005. Le film, qui a des intentions expérimentales inhabituelles chez le cinéaste, est un hommage avoué aux cinéastes Gus van Sant et Larry Clark[réf. nécessaire].
Il s'essaie au film d'animation en 2007, avec Candy Boy, court métrage en forme de déclinaison de la série japonaise Candy Candy. Le film est présenté à la Quinzaine des réalisateurs à Cannes en mai 2007.
En 2008, Pascal-Alex Vincent termine Donne-moi la main, son premier long métrage, road movie tourné en France et en Espagne, qui fait le récit de la prise de conscience chez un jeune homme d'une homosexualité avec laquelle il vivait depuis toujours, sans l'avoir véritablement identifiée. Le film sort en France le 18 février 2009, et en Allemagne une semaine après. Donne-moi la main est ensuite sélectionné dans une trentaine de festivals à l'étranger. Le film sort au cinéma aux États-Unis en septembre 2009, puis dans une dizaine d'autres pays.
Canal+ lui confie la réalisation d'Adorama, un programme de 2 h 30 consacré à l'adolescence. L'émission est diffusée sur la chaine le 2 juin 2009. On y voit des portraits d'adolescents tournés dans toute la France. L'émission est présentée et mise en musique par les jeunes Leo Bear Creek et Alex Banjo, du groupe Coming Soon.
Au printemps 2009, Pascal-Alex Vincent tourne le court métrage Tchernobyl, dans le cadre de la collection Caméra de Poche, pour Arte.
En 2010, intrigué par l'héroïne du film Le Lézard noir de Kinji Fukasaku, il décide de partir à la rencontre de l'artiste travesti Akihiro Miwa au Japon. Il met en chantier à Tokyo Miwa : à la recherche du Lézard Noir, un documentaire autour de cet acteur et chanteur. Le film sort en DVD en France en avril 2013 et au cinéma au Japon, dans une version plus longue, en août 2013.
Pascal-Alex Vincent a également tourné plusieurs clips, tant pour des groupes anglo-saxons que pour des groupes français.
En 2020, il réalise un documentaire commémoratif pour les dix ans de la disparition du réalisateur d'animation japonaise et mangaka Satoshi Kon. Ce documentaire retrace l'œuvre du cinéaste et notamment le dernier film inachevé de celui-ci. Il comporte des interviews de collaborateurs proches mais également de cinéastes influencés par l'œuvre de Satoshi Kon.

## Filmographie

### Cinéma

#### Courts métrages
- 1994 : À quatre mains
- 1998 : Thomas trébuche
- 2001 : Les Résultats du Bac
- 2003 : Far West
- 2004 : Hollywood malgré lui
- 2005 : Bébé requin
- 2007 : Candy Boy
- 2008 : En attendant demain
- 2009 : Tchernobyl
- 2009 : En colo
- 2014 : Avec mes plans réguliers, j'ai confiance[10]
- 2016 : Le Continent

#### Longs métrages
- 2008 : Donne-moi la main

### Télévision
- 2009 : Adorama (TV)
- 2013 : Blow Up Arte : Im Sang-soo (TV)
- 2014 : Blow Up Arte : Kate Bush et le cinéma (TV)

### Documentaires
- 2010 : Miwa : à la recherche du Lézard Noir[8]
- 2021 : Satoshi Kon : L'Illusionniste
- 2022 : Kinuyo Tanaka, une femme dont on parle, produit par Carlotta Films
- 2023 : Keiko Kishi, une femme libre[11]

### Clips musicaux
- 2011 : The Princess and the Pea (Family of the Year, clip)
- 2011 : Darwin Smiles (Kill the Young, clip)
- 2012 : Assassin (War in the Bed, clip)
- 2012 : Mohammed (War in the Bed, clip)
- 2013 : Far Away Now (Dead Rock Machine, clip)
- 2014 : Cowboy Disease (Hamster's Shower, clip)
- 2015 : Poopsie Q (Eponymous Anonymous, clip)
- 2015 : Psilocybe (Psilocybe, clip)
- 2015 : Fairy (Diamond Fizz, clip)
- 2017 : Pulsar (Elephant & Centipede, clip)

## Jury de festival
- 15e édition du Festival du cinéma japonais contemporain Kinotayo, qui se tient du 7 décembre au 21 décembre 2021[12]
- Jury « Longs métrages » de la 29e édition du Festival international du film fantastique de Gérardmer, qui se tient du 26 janvier au 30 janvier 2022[13]